# 그물체
그물체(reticular formation) 또는 망상체 또는 망양체는 다리뇌 그물체(pontine reticular formation, 교뇌 망상체)를 주요하게 구성하는 사이뇌·중간뇌·다리뇌·숨뇌의 뇌줄기 중심부에 존재하는 신경섬유다발의 연속적이고 상호 연결적인 구조를 이루는 그물모양의 망상형 신경다발(fascicles)을 가리킨다. 뇌줄기의 신경 세포들이 그물 모양의 신경 섬유 사이에 산재하는 데서 이런 이름이 붙여졌다. 이 부분은 의식(각성)과 깊은 관계가 있으며, 이곳이 활성화되어 고조되면 의식(각성)이 뚜렷해지는데, 흥분성이 낮아지면 각성이 저하된다(의식이 몽롱해진다). 특히 수면 상태에서는 망양체의 기능은 현저하게 저하된다고 한다. 한편 망양체와 대뇌 피질 사이에는 밀접한 신경 연락이 존재하며, 대뇌 피질 활동은 망양체에 의해 활성화된다.

뇌간 망양체라는 것은 간뇌·중뇌·교·연수의 중심부에 연속해서 존재하는 특이한 구조의 총칭이다. 신경 세포가 그물 모양의 신경 섬유 사이에 산재하는 데서 이런 이름이 붙었다.
이 부분은 의식과 깊은 관계가 있으며, 이곳의 흥분이 고조되면 의식이 뚜렷해지는데, 흥분성이 낮아지면 의식이 몽롱해진다. 특히 수면 상태에서는 망양체의 기능은 현저하게 저하된다고 한다. 망양체와 대뇌 피질 사이에는 밀접한 신경 연락이 존재하며, 대뇌 피질 활동은 망양체에 의해 활성화(잠이 깸)된다고 볼 수 있다.

## 주요 하위 시스템

### 상행 망상체 활성화 시스템
ascending reticular activating system (ARAS)
망상체(망양체)는 연수의 하부에서 중뇌의 상위까지 뇌간의 중심부에 있는 구조물로 많은 신경들이 서로 연결되어 망을 이루고 있으며 수면, 각성, 주의, 근긴장도, 운동, 생명 유지에 필요한 반사 작용을 담당한다.이러한 메커니즘을 기반으로 작동하는 망상체 활성화 시스템은 뇌간 내의 신경핵과 섬유 전도로들이 복잡한 그물망을 형성하여 감각 정보의 유입에 대해 대뇌를 비특이적으로 각성시킨다. 의식이 깨어 있게 하고, 잠자는 동안은 억압되어 있다.

### 구조

#### 망상체핵
망상체핵(網狀體核,Reticular nuclei)은  숨뇌, 다리뇌, 중간뇌 그물체(망야체)의 회색질을 이루는 신경 세포 집단. 이들은 대체로 세 개의 세로 기둥으로 나눌 수 있는데, 정가운데 기둥은 솔기핵이라고 하며 세로토닌을 합성하여 분비하고, 안쪽 기둥의 신경 세포 축삭은 오름 신경로 및 내림 신경로를 이루는데, 내림 신경로는 척수로 내려가 운동 조절을 하고, 오름 신경로는 시상을 경유하여 대뇌 겉질로 올라가 잠과 각성 주기에 관여한다. 가쪽 기둥은 대체로 여러 내장 기능의 중추가 된다. 한편 망상체핵중 청색반점은 노르에피네프린을 분비하는 신경핵(nucleus)이다.

#### 시상망상체핵
시상망상체핵(視床網狀體核,reticular nucleus of thalamus 또는 Thalamic reticular nucleus)은 시상(Thalamus)의 가쪽, 아래쪽, 앞쪽을 덮는 신경 세포로 이루어진 판으로 이 신경핵을 가로지르는 신경 섬유 다발 때문에 그물처럼 보인다. 시상망상체핵은 대부분의 정보가 거쳐가는 중계역할을 담당하는 시상의 주요 신경핵이다.

### 기능

#### ARAS의 임상적 중요성
상행 망상체 활성화 시스템
ascending reticular activating system (ARAS)

### 하행 망상체 척추 시스템

#### 임상적 중요성
근육의 긴장도를 조절함.

## 같이 보기
- 소뇌
- 교세포
- 안쪽세로다발(내측종속)
- 그물 활성계

## 참고 문헌
- (우리말샘) 망양체, 망상체활성화계, 망상체핵 등